# Bodilus arsissaensis
Bodilus arsissaensis är en skalbaggsart som beskrevs av Rudolph Petrovitz 1968. Bodilus arsissaensis ingår i släktet Bodilus och familjen Aphodiidae. Inga underarter finns listade.